# Cynodon plectostachyus
Cynodon plectostachyus là một loài thực vật có hoa trong họ Hòa thảo. Loài này được Karl Moritz Schumann mô tả khoa học đầu tiên năm 1895 dưới danh pháp Leptochloa plectostachya. Năm 1907 Robert Knud Friedrich Pilger chuyển nó sang chi Cynodon thành Cynodon plectostachyum, tuy nhiên do Cynodon là danh từ giống đực nên danh pháp đúng chính tả là Cynodon plectostachyus.

## Phân bố
Loài này là bản địa Ethiopia, Kenya, Tanzania, Tchad, Uganda nhưng đã du nhập vào Argentina, Bangladesh, Cộng hòa Dominica, Cuba, Haiti, Hoa Kỳ (California, Florida), Honduras, Madagascar, Mexico, Nepal, Nhật Bản, Paraguay.